# Кампогалиано
Кампогалиа̀но (на италиански: Campogalliano, на местен диалект Campgajàn, Кампъгаян) е градче и община в северна Италия, провинция Модена, регион Емилия-Романя. Разположено е на 43 m надморска височина. Населението на общината е 8638 души (към 2012 г.).